# Antoine Bertrand
Pour les articles homonymes, voir Antoine Bertrand (homme politique) et Bertrand.
Antoine Bertrand, né le 13 septembre 1977 à Granby est un acteur et animateur québécois.

## Biographie

### Jeunesse
Antoine Bertrand est né le 13 septembre 1977 à Granby. Il a fait son école primaire à l'école Saint-Bernard et il gradue en 1994 du Collège Mont-Sacré-Coeur dans la ville de Granby. 

### Carrière
Bien qu'il ait commencé sa carrière en 1999 dans la pièce La Femme du boulanger, Antoine Bertrand n'a été promu qu'en 2002 de l'école de théâtre du Cégep de Saint-Hyacinthe.
Il a joué dans la série Virginie, dans Les Bougon, c'est aussi ça la vie! et dans Caméra Café (le rôle de Patrice Labrecque). Il fait aussi du doublage pour les dessins animés Star ou Boucher. En 2010, il devient porte-parole du 8e Festival de musique émergente en Abitibi-Témiscamingue à Rouyn-Noranda. En 2013, il est l'acteur principal du film  Louis Cyr : L'Homme le plus fort du monde et obtient un Jutra en 2014, quelques heures après avoir assisté à l'enterrement de sa mère. Il joue dans Demain tout commence sorti en 2016.
Il joue avec sa conjointe, Catherine-Anne Toupin, les rôles principaux dans la télé série Boomerang qui est diffusé à TVA depuis le 14 septembre 2015.
En 2022, il apparaît dans la comédie dramatique Les 12 travaux d'Imelda de Martin Villeneuve, aux côtés de Robert Lepage, Ginette Reno et Michel Barrette.

## Vie privée
Il est en couple avec la comédienne Catherine-Anne Toupin.

## Filmographie

### Cinéma
- 2008 : Ce qu'il faut pour vivre de Benoît Pilon : Roger
- 2008 : Borderline de Lyne Charlebois : Éric
- 2008 : Babine de Luc Picard : Ti-Toine
- 2010 : Le Poil de la bête de Philippe Gagnon : Vadeboncoeur
- 2011 : Frisson des collines de Richard Roy : Burger
- 2011 : Starbuck de Ken Scott : l'avocat
- 2013 : Les Quatre Soldats de Robert Morin : Big Max
- 2013 : Louis Cyr : L'Homme le plus fort du monde de Daniel Roby : Louis Cyr
- 2014 : Les Maîtres du suspense de Stéphane Lapointe : Quentin Wilson
- 2015 : Ego Trip de Benoit Pelletier : Paul Plante
- 2016 : Demain tout commence de Hugo Gélin : Bernie
- 2016 : Embrasse-moi comme tu m'aimes d'André Forcier : Réal
- 2016 : Le Petit Locataire de Nadège Loiseau : Toussaint
- 2016 : Votez Bougon de Jean-François Pouliot : Junior Bougon
- 2019 : Menteur d'Émile Gaudreault: Phil
- 2020 : Brutus vs César de Kheiron : Medicus
- 2022 : Trois fois rien de Nadège Loiseau : Brindille
- 2022 : J'adore ce que vous faites[6] de Philippe Guillard : Bob Martel
- 2022 : Les 12 travaux d'Imelda de Martin Villeneuve : Louis Villeneuve
- 2021 : Au revoir le bonheur de Ken Scott : Thomas Lambert
- 2023 : Petit Jésus de Julien Rigoulot : Jean
- 2024 : La Promesse verte d'Édouard Bergeon : Paul Lepage
- 2024 : La Femme cachée de Bachir Bensaddek : Sylvain
- 2024 : Mlle Bottine d'Yan Lanouette Turgeon : Philippe Bloom
- 2025 : Menteuse d'Émile Gaudreault : Phil Aubert

### Télévision

#### Séries télévisées
- 2002 - 2006 : Virginie : Patrick Bertrand
- 2003 - 2006 : Les Bougon, c'est aussi ça la vie! : Paul « Junior » Bougon
- 2006 - 2009 : Caméra Café : Patrice Labrecque
- 2006 - 2010 : C.A. : Yannick Duquette
- 2011 : Les Boys : Ronnie
- 2013 : Mensonges : Rémy Côté
- 2014 : Une histoire vraie : lui-même
- 2015 - 2019 : Boomerang : Patrick Lussier
- 2016 : Les Pays d'en haut : Antoine Labelle

#### Téléfilms
- 2008 : Sous les vents de Neptune de Josée Dayan : Un forestier
- 2008 : Château en Suède de [osée Dayan : Günther

## Théâtre
- 2007 : Appelez-moi Stéphane : Stéphane[7]
- 2009 : Le Pillowman : le boucher
- 2010 : Bascule sur la route des grunambules, au Petit Théâtre du Vieux Noranda[8]
- 2010 : Porc-Épic : Théodore[9]
- 2015 : Les Intouchables

## Animation
- 2008 - 2009 : Bluff à Télé-Québec — co-animateur[10]
- 2010 - 2014 : Les Enfants de la télé à Radio-Canada — co-animateur avec Véronique Cloutier[11]

## Distinctions

### Récompenses
- 2009 : Prix Gémeaux, catégorie Meilleur premier rôle masculin : comédie pour C.A.
- 2011 : Prix Gémeaux, catégorie Meilleur animation : humour, série ou spécial de variétés, jeu, télé-réalité pour Les enfants de la télé
- 2014 : Prix Gémeaux, catégorie Meilleur animation : humour, série ou spécial de variétés pour Les Enfants de la Télé
- 2014 : Prix Iris, catégorie Meilleur acteur pour Louis Cyr : L'Homme le plus fort du monde
- 2016 : Prix Gémeaux, catégorie Meilleur premier rôle masculin : comédie pour Boomerang
- 2017 : Prix Artis, catégorie Meilleur rôle masculin : comédie pour Boomerang

### Nominations
- 2004 : Prix Gémeaux, catégorie Meilleur rôle de soutien pour Les Bougon, c'est aussi ça la vie!
- 2011 : Prix Artis, catégorie Animateur d’émission de variété et divertissement pour Les Enfants de la Télé
- 2012 : Prix Génie, catégorie Meilleur acteur dans un rôle de soutien pour Starbuck
- 2012 : Prix Iris, catégorie Meilleur acteur dans un rôle de soutien pour Frisson des collines
- 2012 : Prix Artis, catégorie Animateur / Animatrice de magazines culturels et Talk Show pour Les Enfants de la Télé
- 2012 : Prix Gémeaux, catégorie Meilleur animation : humour, série ou spécial de variétés pour Les Enfants de la Télé
- 2013 : Prix Gémeaux, catégorie Meilleur animation : humour, série ou spécial de variétés pour Les Enfants de la Télé
- 2016 : Prix Gémeaux, catégorie Meilleur rôle de soutien masculin : série dramatique saisonnière pour Les Pays d'en haut